# Wöllstadt
Wöllstadt là một đô thị ở huyện Wetterau, bang Hessen, Đức. Đô thị Wöllstadt có diện tích 15,38 km², dân số thời điểm ngày 31 tháng 12 năm 2006 là 6266 người. Đô thị này có cự ly khoảng 20 kilometers về phía bắc của Frankfurt am Main.